# Dolce vita (época)

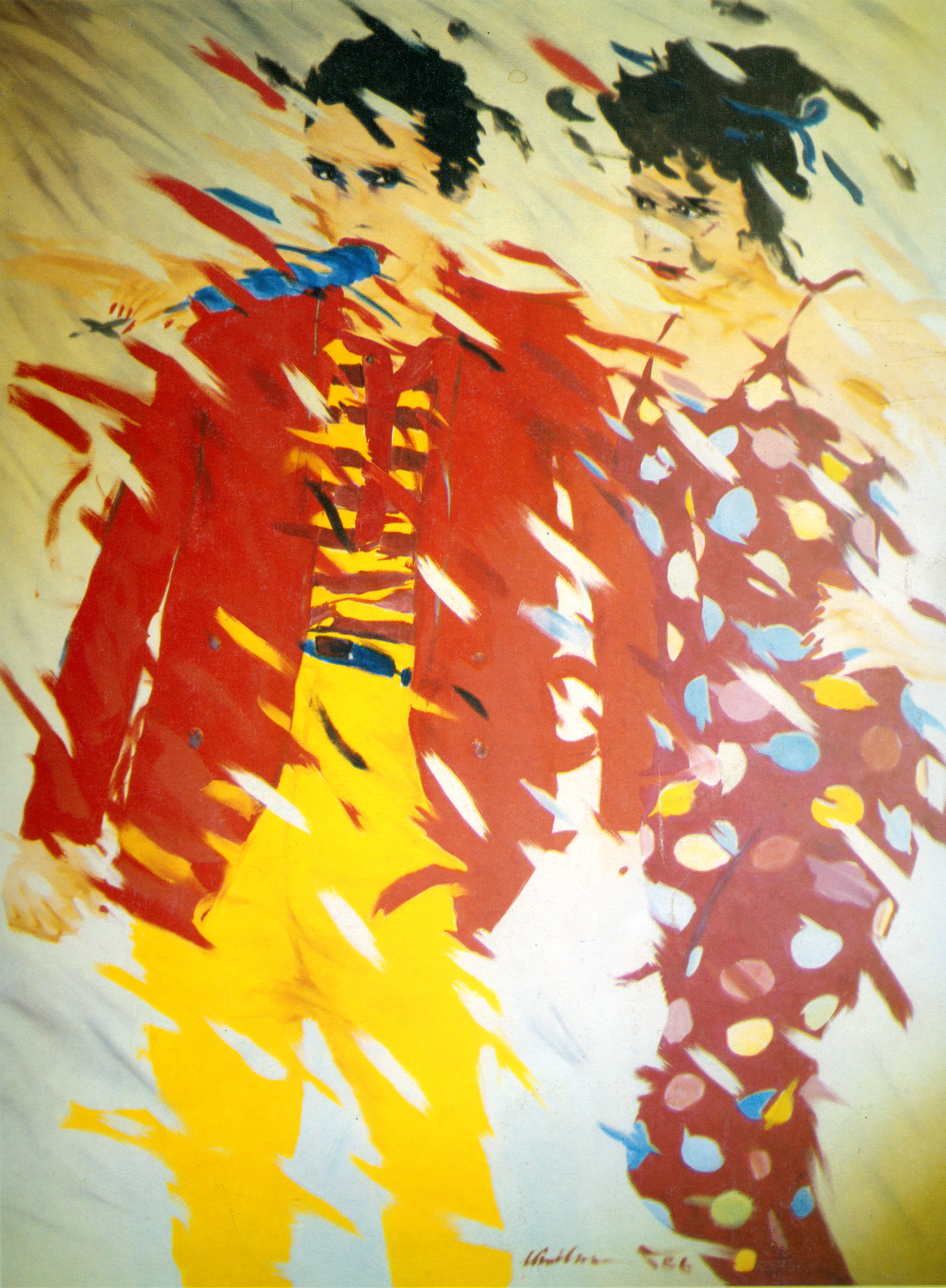
Dolce vita, de Josef Hirthammer.

Con el término dolce vita se designa el período histórico de la Italia republicana comprendido entre finales de los años cincuenta y principios de los años sesenta del siglo xx, y, especialmente, a las tendencias que surgieron en esta época en la ciudad de Roma, verdadera capital del movimiento.

## Contexto

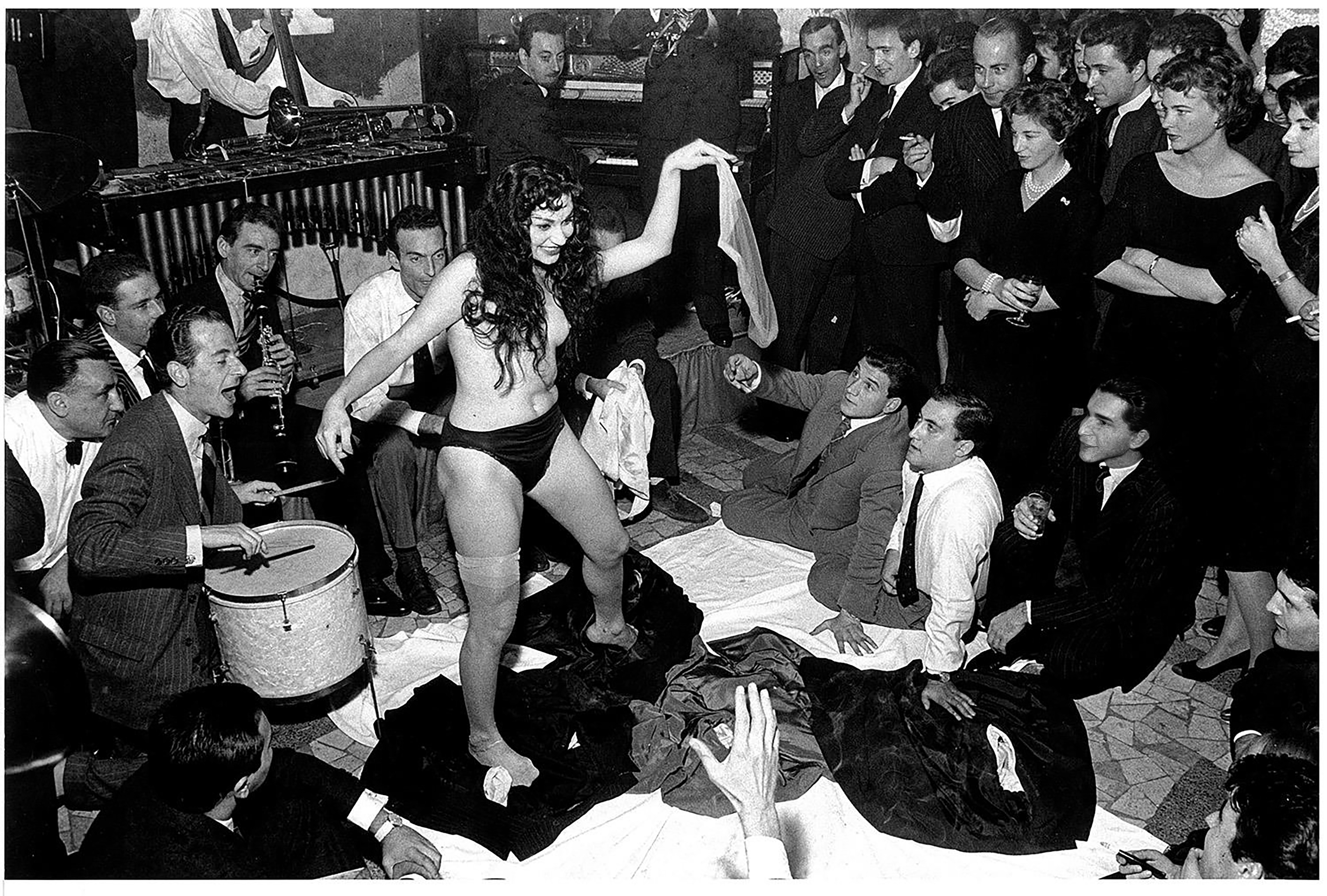
El striptease de Aïché Nana en 1958, que inspiró una célebre escena de la Dolce vita de Fellini.

A finales de la década del '50, Roma era una ciudad viva, ya recuperada del todo de la Segunda Guerra Mundial. Eran los años del boom económico, y en esta ciudad coincidieron algunos de los personajes que hicieron de la Ciudad Eterna la capital del mundo: uno de ellos, el director de origen romañol Federico Fellini.
A menudo se hace coincidir el inicio de la dolce vita, de manera simbólica, con un evento particular, una fiesta privada celebrada en el restaurante Rugantino de Trastevere. Era el 5 de noviembre de 1958 y en el restaurante se festejaba el vigésimo cuarto cumpleaños de la condesa Olghina di Robilant. Al final de la fiesta, la bailarina turco-armenia Aïché Nana realizó un striptease, cuyas fotos, publicadas en el semanario L'Espresso, escandalizaron a la ciudad.
En esta fiesta ya estaban presentes todas las características principales que emergerían posteriormente como típicas de la dolce vita romana: la presencia de periodistas (cuyo mito será celebrado en la obra maestra de Federico Fellini, La dolce vita), fotógrafos (como Tazio Secchiaroli, autor de las imágenes de Aiché Nanà semidesnuda, uno de los paparazzi más célebres, junto con Rino Barillari y Marcello Geppetti), y personajes de la alta sociedad y del cine, entre ellos las actrices Anita Ekberg y Laura Betti.
Icono de la Roma de esa época, posteriormente exportados al resto del mundo, fueron los paparazzi, término acuñado por dos testigos de esa época: Federico Fellini y Ennio Flaiano, director y guionista de la película La dolce vita, en la que el reportero gráfico, compañero de tareas del protagonista, llevaba el apellido Paparazzo.
El centro de la movida fue la Via Veneto, célebre calle de la capital, donde transcurrían las fiestas más exclusivas y extravagantes.
Después de los años sesenta se ha vuelto a hablar de dolce vita cada vez que Roma ha vuelto a ser uno de los centros de la vida social europea y mundial. Esto sucedió, en particular, a principios y mediados de los años noventa.
La expresión continúa evocando un estilo de vida despreocupado y dedicado a los placeres mundanos. En italiano el diccionario recoge dos derivados: dolcevitaiolo y dolcevitoso.